# آی کارلی
آی کارلی (به انگلیسی: iCarly) یک سریال کودک و نوجوان آمریکایی است که تمرکز دارد بر روی دختری به نام کارلی شِی که این دختر یک نمایش اینترنتی به نام آی کارلی همراه با بهترین دوستانش به نام سم و فردی راه اندازی می‌کند. در این سریال میراندا کازگرو در نقش کارلی، جنت مک‌کوردی در نقش سم، نیتن کرس در نقش فردی، جری ترینور در نقش اسپنسر و نوآ مانک در نقش گیبی نقش آفرینی می‌کنند و این سریال ساخته دن اشنایدر است که تهیه‌کننده اختصاصی این سریال نیز هست. این سریال در شبکه نیکلودین در هالیوود کالیفرنیا پذیرفته شد که نخستین بار این سریال در شبکه نیکلودین روز ۸ سپتامبر ۲۰۰۷ پخش شد. متأسفانه این سریال در سال ۲۰۱۳ به علت کنسل شدن پایان می‌یابد. این سریال در ایران با زیرنویس فارسی از شبکه ام بی سی پرشیا.
در سال ۲۰۲۱، آی کارلی (مجموعه تلویزیونی ۲۰۲۱) در ادامه سریال آی کارلی منتشر شد.

## معرفی سریال
وقتی کارلی و بهترین دوستش سم که کمی هم گستاخ است در مدرسه در بین مسابقات استعداد صدا در حال شوخی کردن بودند فردی به صورت زیرکانه‌ای بدون اینکه به آن‌ها بگوید فیلم آن‌ها رو ضبط می‌کند و بر روی اینترنت قرار می‌دهد، وقتی آن‌ها متوجه می‌شوند می‌بینند که توسط مخاطبین مورد هیاهوی زیادی قرار گرفته‌اند تصمیم می‌گیرند که نمایش اینترنتی به اسم آی کارلی راه اندازی کنند در حالی که دست به گریبان مسائل نوجوانی خود بودند. کارلی، سم و فردی متوجه شدند که می‌توانند مراسم خاصی را به صورت آنلاین به نمایش بگذارند، همانند مسابقات استعداد، دستور، حل مسئله، و رقص تصادفی و...
کارلی در بندر سیاتل، واشینگتن در ایالت واشینگتن با برادر بیست و هشت ساله‌اش به نام اسپنسر زندگی می‌کند و او خودش تهیه‌کنندگی نمایش اینترنتی را به عهده دارد که استودیوی نمایش را در اتاق زیر شیروانی در طبقه سوم آپارتمانش راه اندازی کرده‌است. اگر چه در این سریال در مورد مادرش ذکری نشده‌است ولی گفته می‌شود که پدر کارلی و اسپنسر یک افسر ارتش نیروی هوایی آمریکاست و نام او کول. استیون شِی است که موقتاً در ایستگاه زیردریایی به سر می‌برد، این شخص نامبرده هنوز در این سریال دیده نشده‌است.